# Västra Ingsjön
Västra Ingsjön är en sjö i Härryda, Marks och Mölndals kommuner i Västergötland och Halland och ingår i Kungsbackaåns huvudavrinningsområde. Sjön är 23 meter djup, har en yta på 1,94 kvadratkilometer och befinner sig 57,1 meter över havet. Sjön avvattnas av vattendraget Kungsbackaån (Lindomeån).
Västra Ingsjön ingår i sjösystemet "Ingsjöarna", där den andra sjön är "Östra Ingsjön".  Sjön ligger längst till väster i systemet och mynnar ut i Lindomeån.

## Historia
1975 byttes namnet till det nuvarande, Västra Ingsjön. Innan dess har sjön hetat bland annat Yttre Ingsjön (från slutet på 1600-talet) och Ingseredsjön eller Inserosjön.

## Orter vid sjön
- Inseros, Ligger vid den västra spetsen.
- Eskilsby och Snugga ligger vid norra stranden.
- Ingsered, detta är en stor gård belägen på den östra stranden.

## Öar
- Ingseredsö, som i allmänhet är känd som Storö.
- Mellö
- Lillö, detta är den enda bebodda ön i sjön.

## Fiskarter
- Gädda
- Abborre
- Ål
- Sik
- Öring
- Sutare
- Nors
- Mört

## Delavrinningsområde
Västra Ingsjön ingår i delavrinningsområde (639204-129022) som SMHI kallar för Utloppet av Västra Ingsjön. Medelhöjden är 99 meter över havet och ytan är 10,02 kvadratkilometer. Räknas de 7 avrinningsområdena uppströms in blir den ackumulerade arean 87,34 kvadratkilometer. Avrinningsområdets utflöde Kungsbackaån (Lindomeån) mynnar i havet. Avrinningsområdet består mestadels av skog (77 %). Avrinningsområdet har 3,09 kvadratkilometer vattenytor vilket ger det en sjöprocent på 7,6 %. Bebyggelsen i området täcker en yta av 0,84 kvadratkilometer eller 2 % av avrinningsområdet.